# 漢科科柳山 (波托西省)
19°26′4″S 66°26′20″W / 19.43444°S 66.43889°W
漢科科柳山（Janq'u Qullu），是玻利維亞的山峰，位於該國西南部波托西省的安東尼奧基哈羅省，處於瓦拉奇科柳山以南，屬於安第斯山脈的一部分，海拔高度約5,120米。